# Vitaliano I Borromeo
Vitaliano I Borromeo, I conte di Arona (1390 – Arona, ottobre 1449), è stato un nobile, banchiere e politico italiano.

## Biografia

### Giovinezza
Figlio di Giacomo Vitaliani, ambasciatore di Padova a Venezia, e di Margherita discendente della ricca famiglia dei Borromeo.  Egli sposò Ambrosina Fagnani ed ebbe un solo figlio, Filippo Borromeo. Molti suoi discendenti sono suoi omonimi.

### Conte di Arona
Nel 1439 Filippo Maria Visconti gli assegnò la città di Arona, sulla sponda occidentale del Lago Maggiore, e sei anni dopo, il duca lo nominò Conte di Arona. Nel 1447 è stato eletto Capitano e Difensore della Libertà di Milano, alle prime elezioni della Aurea Repubblica Ambrosiana.

### Congiura
Partecipò ad una congiura guidata dai suoi amici Giorgio Lampugnano e Teodoro Bossi, nel febbraio 1449 contro il dittatore Carlo Gonzaga. La congiura fu scoperta, e mentre Lampugnano e Cotti furono giustiziati, Borromeo fuggì ad Arona dove acquistò Angera dal Visconti per 12.800 lire imperiali.

### Morte
Morì quello stesso anno in ottobre per cause sconosciute e fu sepolto a Milano. Suo figlio Filippo ricevette la sua eredità da Francesco Sforza, che, secondo la leggenda, ha aggiunto tre anelli allo stemma di famiglia Borromeo.

## Ascendenza
|                         |                  |                          | Genitori                              |  |  | Nonni |  |  | Bisnonni             |  |  | Trisnonni               |  |
|                         |                  |                          |                                       |  |  |       |  |  | Pietro de' Vitaliani |  |  | Vitaliano de' Vitaliani |  |
|                         |                  |                          |                                       |  |  |       |  |  | Pietro de' Vitaliani |  |  | Vitaliano de' Vitaliani |  |
|                         |                  | …                        |                                       |  |  |       |  |  | Pietro de' Vitaliani |  |  |                         |  |
| Girolamo de' Vitaliani  |                  |                          |                                       |  |  |       |  |  | Pietro de' Vitaliani |  |  |                         |  |
|                         |                  | …                        | …                                     |  |  |       |  |  |                      |  |  |                         |  |
|                         |                  | …                        | …                                     |  |  |       |  |  |                      |  |  |                         |  |
|                         |                  | …                        | …                                     |  |  |       |  |  |                      |  |  |                         |  |
| Giacomo de' Vitaliani   |                  | …                        |                                       |  |  |       |  |  |                      |  |  |                         |  |
|                         |                  | Calorio Zabarella        | …                                     |  |  |       |  |  |                      |  |  |                         |  |
|                         |                  | Calorio Zabarella        | …                                     |  |  |       |  |  |                      |  |  |                         |  |
|                         |                  | Calorio Zabarella        | …                                     |  |  |       |  |  |                      |  |  |                         |  |
| Beatrice Zabarella      |                  | Calorio Zabarella        |                                       |  |  |       |  |  |                      |  |  |                         |  |
|                         |                  | …                        | …                                     |  |  |       |  |  |                      |  |  |                         |  |
|                         |                  | …                        | …                                     |  |  |       |  |  |                      |  |  |                         |  |
|                         |                  | …                        | …                                     |  |  |       |  |  |                      |  |  |                         |  |
| Vitaliano I Borromeo    |                  | …                        |                                       |  |  |       |  |  |                      |  |  |                         |  |
|                         | Lazzaro Borromeo | Francesco Borromeo       |                                       |  |  |       |  |  |                      |  |  |                         |  |
|                         | Lazzaro Borromeo | Francesco Borromeo       |                                       |  |  |       |  |  |                      |  |  |                         |  |
|                         | Lazzaro Borromeo | …                        |                                       |  |  |       |  |  |                      |  |  |                         |  |
| Filippo Borromeo        | Lazzaro Borromeo |                          |                                       |  |  |       |  |  |                      |  |  |                         |  |
|                         |                  | …                        | …                                     |  |  |       |  |  |                      |  |  |                         |  |
|                         |                  | …                        | …                                     |  |  |       |  |  |                      |  |  |                         |  |
|                         |                  | …                        | …                                     |  |  |       |  |  |                      |  |  |                         |  |
| Margherita Borromeo     |                  | …                        |                                       |  |  |       |  |  |                      |  |  |                         |  |
|                         |                  | Pietro Lascaris di Tenda | Guglielmo Pietro II Lascaris di Tenda |  |  |       |  |  |                      |  |  |                         |  |
|                         |                  | Pietro Lascaris di Tenda | Guglielmo Pietro II Lascaris di Tenda |  |  |       |  |  |                      |  |  |                         |  |
|                         |                  | Pietro Lascaris di Tenda | …                                     |  |  |       |  |  |                      |  |  |                         |  |
| Telda Lascaris di Tenda |                  | Pietro Lascaris di Tenda |                                       |  |  |       |  |  |                      |  |  |                         |  |
|                         |                  | Poligena ?               | …                                     |  |  |       |  |  |                      |  |  |                         |  |
|                         |                  | Poligena ?               | …                                     |  |  |       |  |  |                      |  |  |                         |  |
|                         |                  | Poligena ?               | …                                     |  |  |       |  |  |                      |  |  |                         |  |
|                         |                  | Poligena ?               |                                       |  |  |       |  |  |                      |  |  |                         |  |